# جنسنغ الهملايا
جنسنغ الهملايا (الاسم العلمي:Panax pseudoginseng) (بالإنجليزية: Himalayan Ginseng)‏ هو نوع من النباتات يتبع جنس الجنسنغ من الفصيلة الأرالية.